# 皮瑟 (阿登省)
皮瑟（法語：Puiseux，法語發音：[pɥizø]）是法国大東部大區阿登省的一个市镇，属于勒泰勒区。

## 地理
皮瑟（49°35'33"N, 4°32'29"E）面积3.41 平方千米，位于法国大東部大區阿登省，该省份为法国北部内陆省份，西接埃纳省，南至马恩省，东临默兹省，北与比利时接壤。
与皮瑟接壤的市镇（或旧市镇、城区）包括：费索、索尔斯-蒙克兰、沃蒙特勒伊。

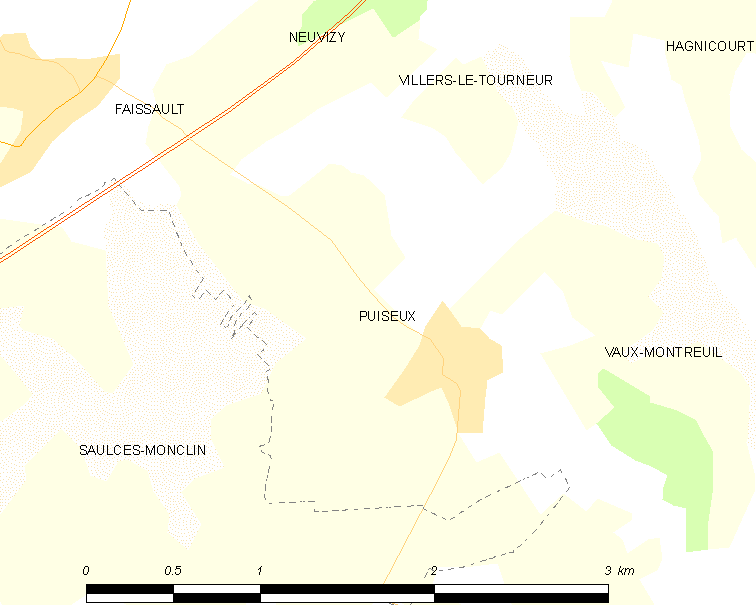
的OSM定位图

皮瑟的时区为UTC+01:00、UTC+02:00（夏令时）。

## 行政
皮瑟的邮政编码为08270，INSEE市镇编码为08348。

## 政治
皮瑟所属的省级选区为锡尼拉拜县。

## 人口

1962-2008年间人口变化图示

皮瑟于2022年1月1日时的人口数量为110人。